# Prix Sergio-Leone
Le prix Sergio-Leone est un prix remis chaque année au Festival du film italien d'Annecy depuis 1989 en hommage au réalisateur Sergio Leone. Son but est de mettre en lumière le travail d’un réalisateur italien encore peu connu en France.

## Palmarès des récompensés
- En 1989, Pupi Avati pour Storia di ragazzi e di ragazze
- En 1990, Gianni Amelio pour Porte aperte
- En 1991, Fabio Carpi pour L'amore necessario
- En 1992, Giuseppe Bertolucci pour Segreti segreti
- En 1993, Carlo Verdone pour Al lupo al lupo
- En 1994, Carlo Mazzacurati pour Il toro (en)
- En 1995, Daniele Luchetti pour La scuola
- En 1996, Sergio Citti pour I magi randagi
- En 1997, Maurizio Zaccaro pour Il carniere
- En 1998, Peter Del Monte pour La ballata dei lavavetri
- En 1999, Giuseppe Piccioni pour Fuori dal mondo
- En 2000, Marco Tullio Giordana pour I cento passi
- En 2001, Francesca Archibugi pour Domani
- En 2002, Silvio Soldini pour Brucio nel vento
- En 2003, Pasquale Scimeca (en) pour Gli indesiderabili (it)
- En 2004, Francesca Comencini pour Mi place lavorare
- En 2005, Alessandro D'Alatri
- En 2006, Giacomo Campiotti pour l'ensemble de son œuvre
- En 2007, Gianni Zanasi pour l'ensemble de son œuvre
- En 2008, Paolo Virzì pour l'ensemble de son œuvre
- En 2009, Edoardo Winspeare pour l'ensemble de son œuvre
- En 2010, Stefano Incerti pour l'ensemble de son œuvre
- En 2011, Daniele Gaglianone (en) pour l'ensemble de son œuvre
- En 2012, Daniele Vicari pour l'ensemble de son œuvre